# Stift Pöllau

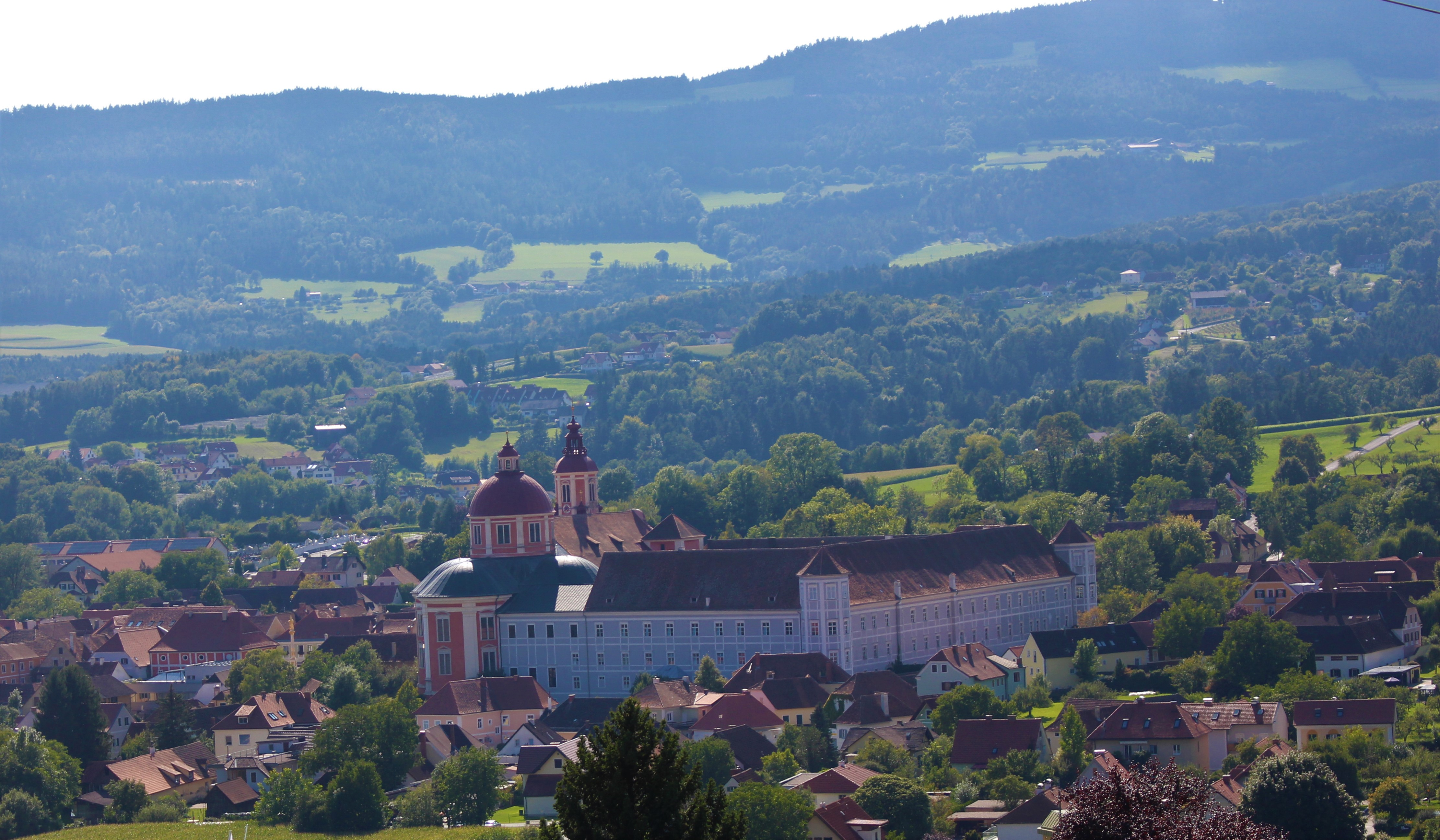
Das ehm. Stift Pöllau

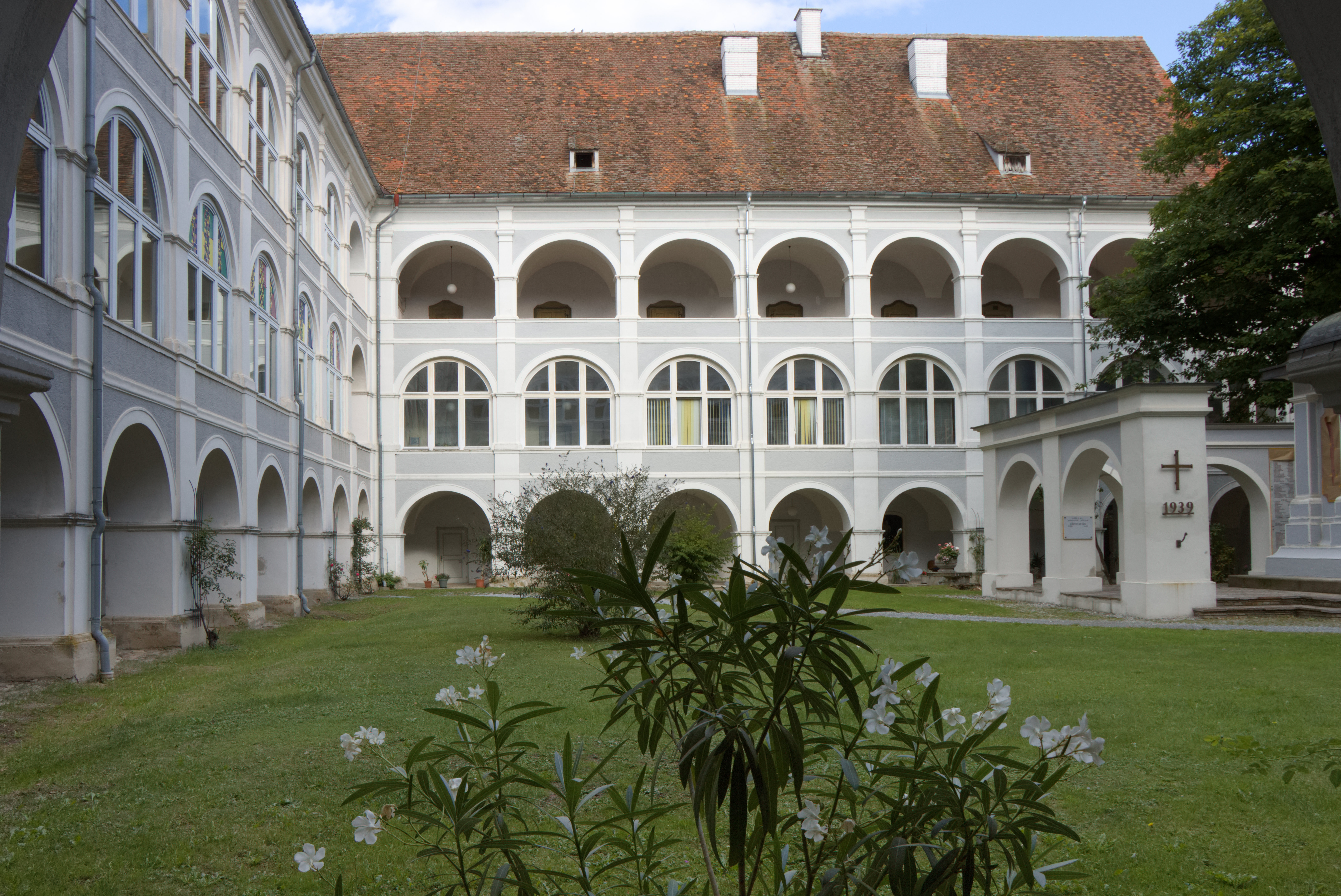
Innenhof

Stift Pöllau ist ein ehemaliges Kloster der Augustiner-Chorherren in Pöllau bei Hartberg im Bezirk Hartberg-Fürstenfeld in der Steiermark.
Die ehemalige Stiftskirche St. Veit ist heute Pfarrkirche. Die Stiftsgebäude werden jetzt als Schloss Pöllau bezeichnet.

## Geschichte

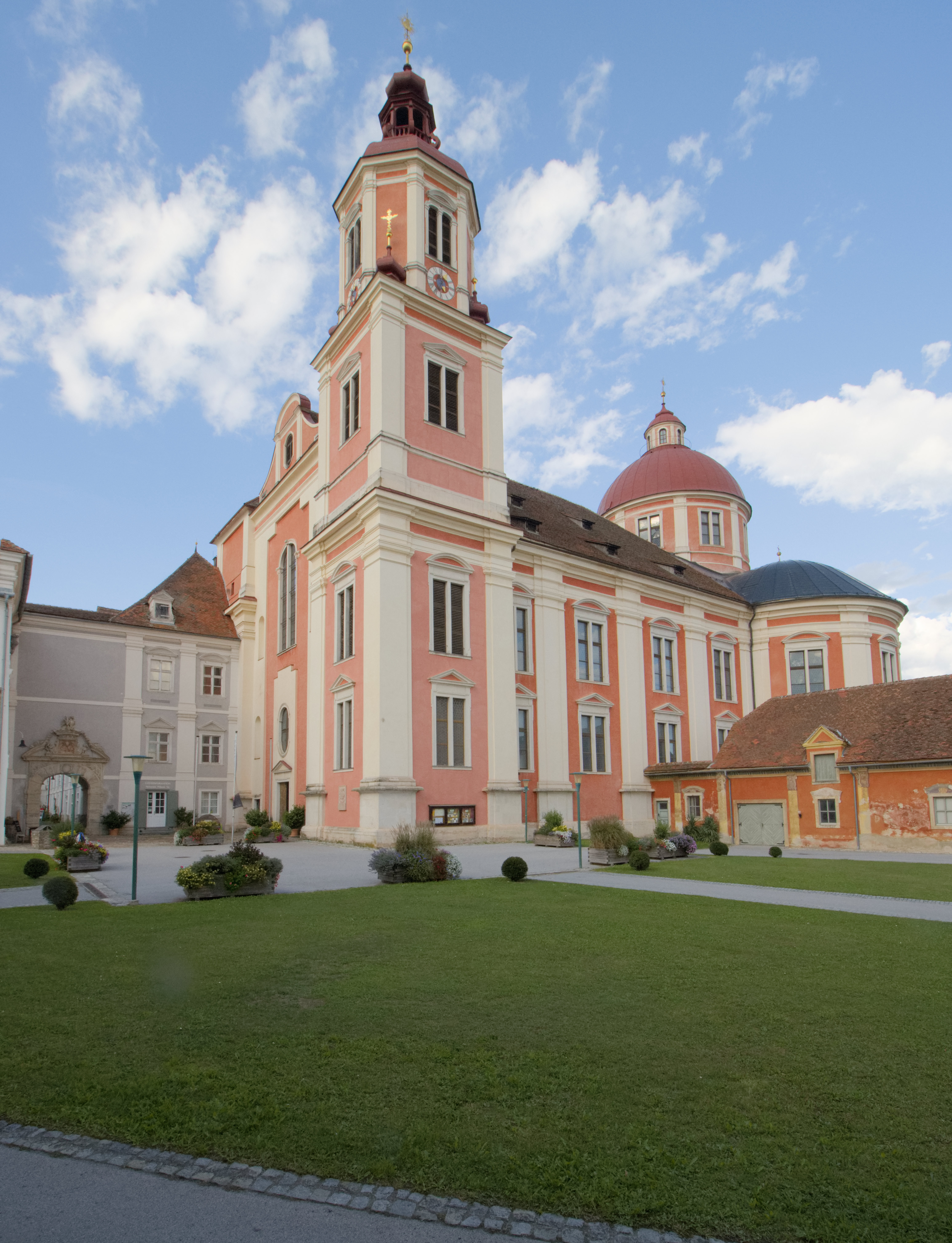
Heutige Pfarrkirche St. Veit

Hans von Neuberg, der damalige Besitzer der Burg und des Marktes Pöllau, verfügte im Jahr 1482 in seinem Testament, die Burg nach seinem Tod in ein Augustiner-Chorherrenstift umzuwidmen. 1504 gründete sein Schwager Christoph von St. Georgen-Pösing das Stift Pöllau. Im selben Jahr zogen acht Chorherren unter Propst Ulrich von Vorau nach Pöllau um.
Im Jahr 1677 wurde mit dem Um- und Neubau des Stiftes unter Propst Michael Josef Maister begonnen – zunächst mit dem Bau eines Getreidespeichers und des Meierhauses. 1681 entstand die Mariensäule auf dem Hauptplatz. 1698 wurde der Mittelbau mit der Bibliothek fertiggestellt. Nach dem Tod Maisters führte Propst Ortenhofen den Umbau fort, der 1779 mit der Errichtung des Hochaltars in der neuen Kirche abgeschlossen wurde. Das Stift Pöllau wurde im Zuge der Josephinischen Reformen 1785 aufgehoben und an den Staat übergeben.

## Heutige Nutzung
Der Freskensaal bietet einen Rahmen für festliche Anlässe. So findet dort am Rosenmontag der traditionelle „Schlossball“ statt.
Seit dem 29. Mai 2010 befindet sich im Stift Pöllau ein Museum zur Geschichte der Physik, das Europäische Zentrum für Physikgeschichte Echophysics.

## Stiftskirche

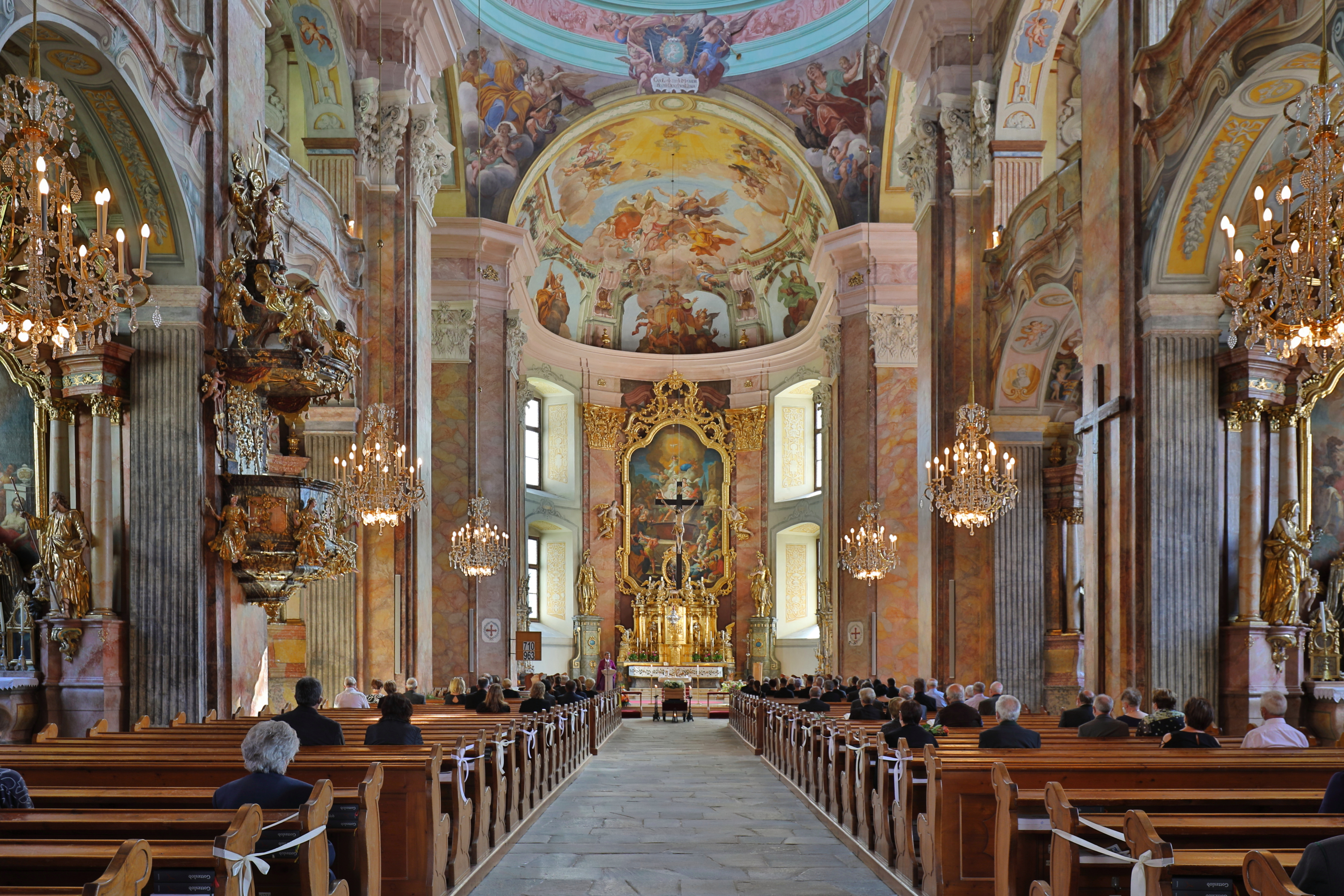
Kirche von Innen

Die Stiftskirche wurde 1701–1712 von Joachim Carlone und Remigius Horner errichtet und durch Mathias von Görz mit Fresken ausgestattet. Sie gilt als bedeutendes Beispiel des steirischen Hochbarock. Bedeutend ist auch eine steinerne Pietà (um 1420). Der in seiner Architektur der Peterskirche in Rom ähnelnde Kirchenbau wird auch als „Steirischer Petersdom“ bezeichnet; seit 1990 ist er eine Tochterkirche der Lateranbasilika in Rom.
Architektonisch ist die Kirche in Form eines Kreuzgrundrisses angelegt: An das Langhaus, zu dessen Seiten sich Seitenkapellen befinden, schließt sich die Vierung an, an dessen nördlicher und südlicher Seite sich halbrunde Querhausarme befinden, an der Ostseite befindet sich das ebenfalls halbrund errichtete Presbyterium. Die Vierung wird bekrönt durch die kreisrunde Tambourkuppel, die mit einer ebenfalls kreisrunden Laterne abschließt und die Silhouette des Marktes Pöllau sowie des gesamten Pöllauer Tales prägt.

### Ausstattung der Kirche

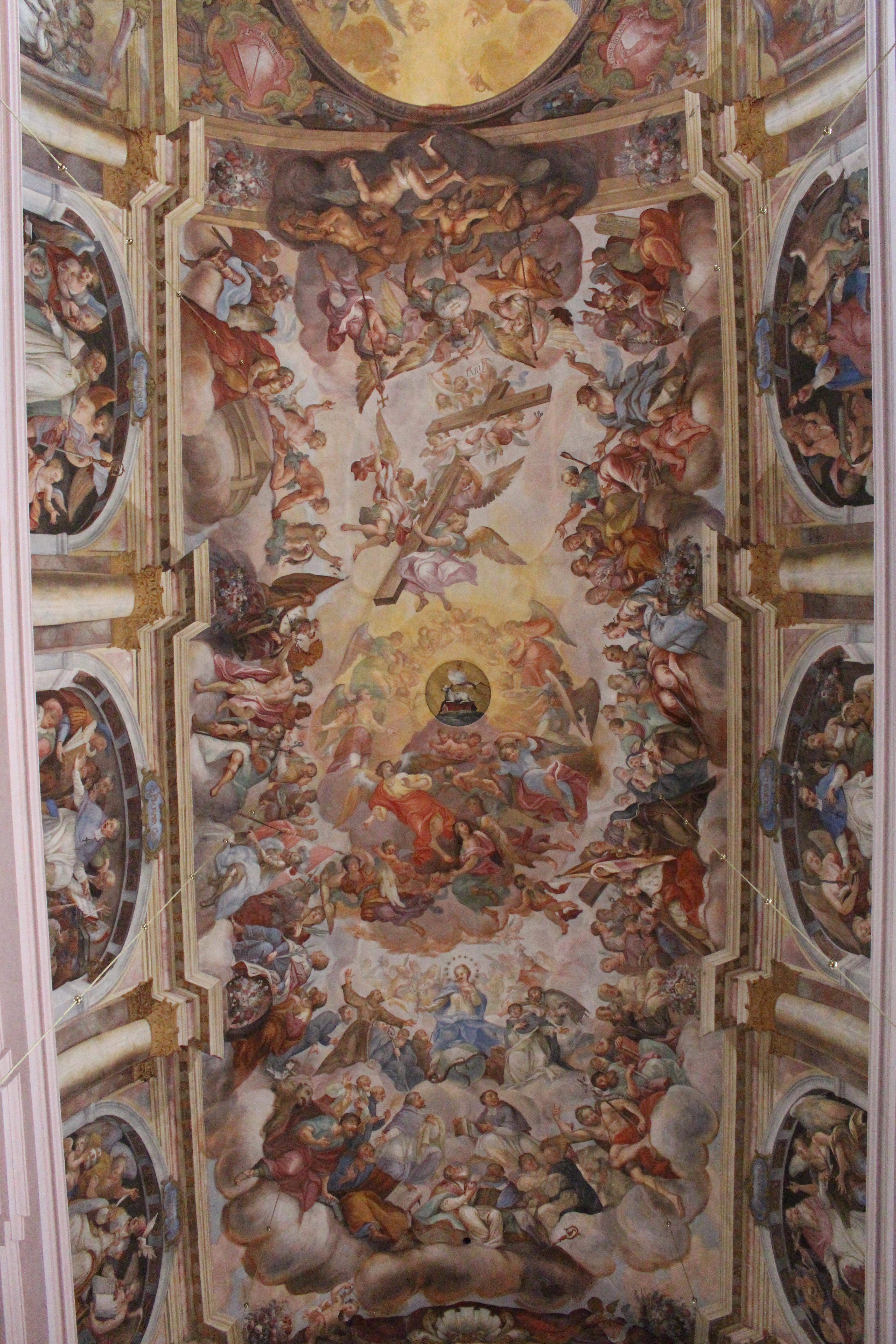
Langhausgewölbe Fresko

Die ehemalige Stiftskirche St. Veit zu Pöllau besitzt eine Gesamtlänge von 62,5 Metern, womit sie zu den größten Kirchen der Steiermark zählt. Das Langhaus misst eine Breite von 12,8 Meter, mit den Seitenkapellen 24 Meter. Bezieht man das Querhaus der Kirche mit ein, so ist sie 37 Meter breit. Das Langhaus besitzt eine Höhe von 21,4 Meter, die Kuppel eine Höhe von 42 Meter.

### Der Freskenschmuck
Die Fresken gelten als der große Schatz der Kirche. Ihr Maler, Mathias von Görz, schuf hier sein größtes Meisterwerk, indem er ganz auf Stuckdekorationen verzichtete und stattdessen die gesamten Gewölbeflächen mit Freskenmalereien schmückte. Görz bediente sich hierbei besonders stark der illusionistischen Architekturmalerei, ganz nach italienischen Vorbildern, wodurch der große Innenraum eine noch weitere Wirkung entfaltet. Mathias von Görz vertiefte sein Talent durch Studien in Graz, Wien und Italien, wo er Skizzen von Freskenmalerei anfertigte, die er von seinen Studienreisen mitbrachte und anschließend versuchte, sie in seinen monumentalen Freskengemälden zu neuen Kompositionen zusammenzustellen. Ganz der Tradition großer Meister verhaftet, übernahm Görz beispielsweise die Darstellung der vier Evangelisten in den Zwickeln der Kuppel aus der Kirche Sant’ Andrea della Valle in Rom; von derselben Kirche übernahm er zudem fast direkt die Himmelfahrt Mariens. Bei den gemalten Arkadengeschoßen im Langhaus, welche wie ein drittes Geschoß – nach den Bögen der Seitenkapellen und den darüberliegenden Bögen der Emporen – wirken, wodurch die Höhe des Raumes illusionistisch übersteigert wird, orientierte sich Görz an Andrea Pozzos Werk in der römischen Kirche Sant’ Ignazio. Görz gelang es dabei insgesamt, durch die Deckengemälde im Langhaus, den Konchen im Querhaus und in der Kuppel, eine inhaltliche Einheit herzustellen.

### Das Freskenprogramm

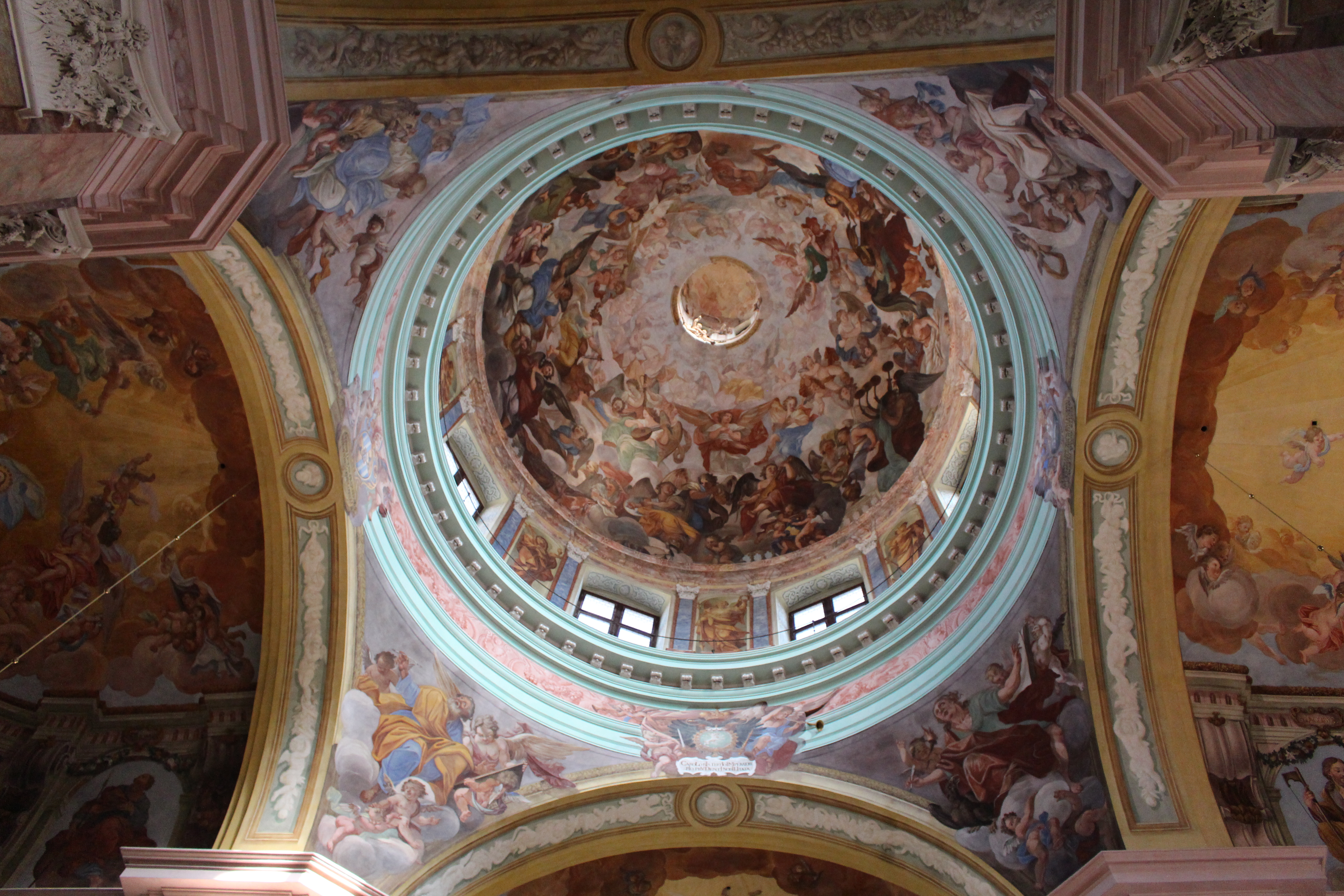
Die Kuppel

Die programmatischen Ausgestaltungen der Fresken der Kirche korrelieren miteinander: Während in den Seitenkapellen und auf deren Altären die Heiligen und Märtyrer in ihrem Leben bzw. Martyrium dargestellt sind, schweben sie auf dem Deckengewölbe im Langhaus dem Himmel entgegen. Nach dem Jüngsten Gericht, welches den Mittelpunkt des Tonnengewölbes im Langhaus einnimmt, ziehen alle von Gott Auserwählten in der Kuppel weiter nach oben in den Himmel, welcher in der Kuppelwölbung abgebildet ist. Vereint mit den Scharen der Engel finden sie hier ihre Seligkeit und jubeln der Allerheiligsten Dreifaltigkeit zu, welche im höchsten Punkt der Kuppel, in der Kuppellaterne, vom Kirchenboden aus kaum sichtbar, platziert ist. Die Engel selbst sind in der Kuppelwölbung in einer Unzahl in Form von konzentrischen Kreisen angeordnet, welche immer weiter nach oben kreisen.
Das Deckengewölbe im Langhaus beeindruckt vor allem durch den fast nahtlosen Übergang von der Architektur hin zur Freskomalerei und stellt in Gestaltung und theologischer Bedeutung ein Gesamtkunstwerk dar. Nach den gemalten Arkaden, in denen sowohl Kirchenväter als auch Heilige aus dem Orden der Augustinerchorherren abgebildet sind, beginnt eine Ebene darüber mit dem Jüngsten Gericht ein dramatisches Geschehen: Während an der Westseite des Freskos die Verdammten in die Hölle hinabgestürzt werden, erstrahlen gegenüber an der Ostseite des Tonnengewölbes die Gerechten und Heiligen, mit Maria in der Mitte, in der Herrlichkeit des Himmels. Zwischen den beiden Szenen von Himmel und Hölle befindet sich die Verehrung des apokalyptischen Lammes, als Sinnbild für Jesus Christus. Interessant sticht in dieser Freskenprogrammatik vor allem ins Auge, dass sich die zahlreichen Engelsfiguren gleichsam in der Form einer Monstranz um das Lamm Gottes scharen, welches das Brot des Lebens ist. Über dieser Inszenierung wird von Engeln das Kreuz emporgetragen. In den Emporen über den Seitenkapellen befinden sich ebenfalls Freskenmalereien, welche Szenen aus dem Leben Jesu darstellen.

### Übrige Ausstattung

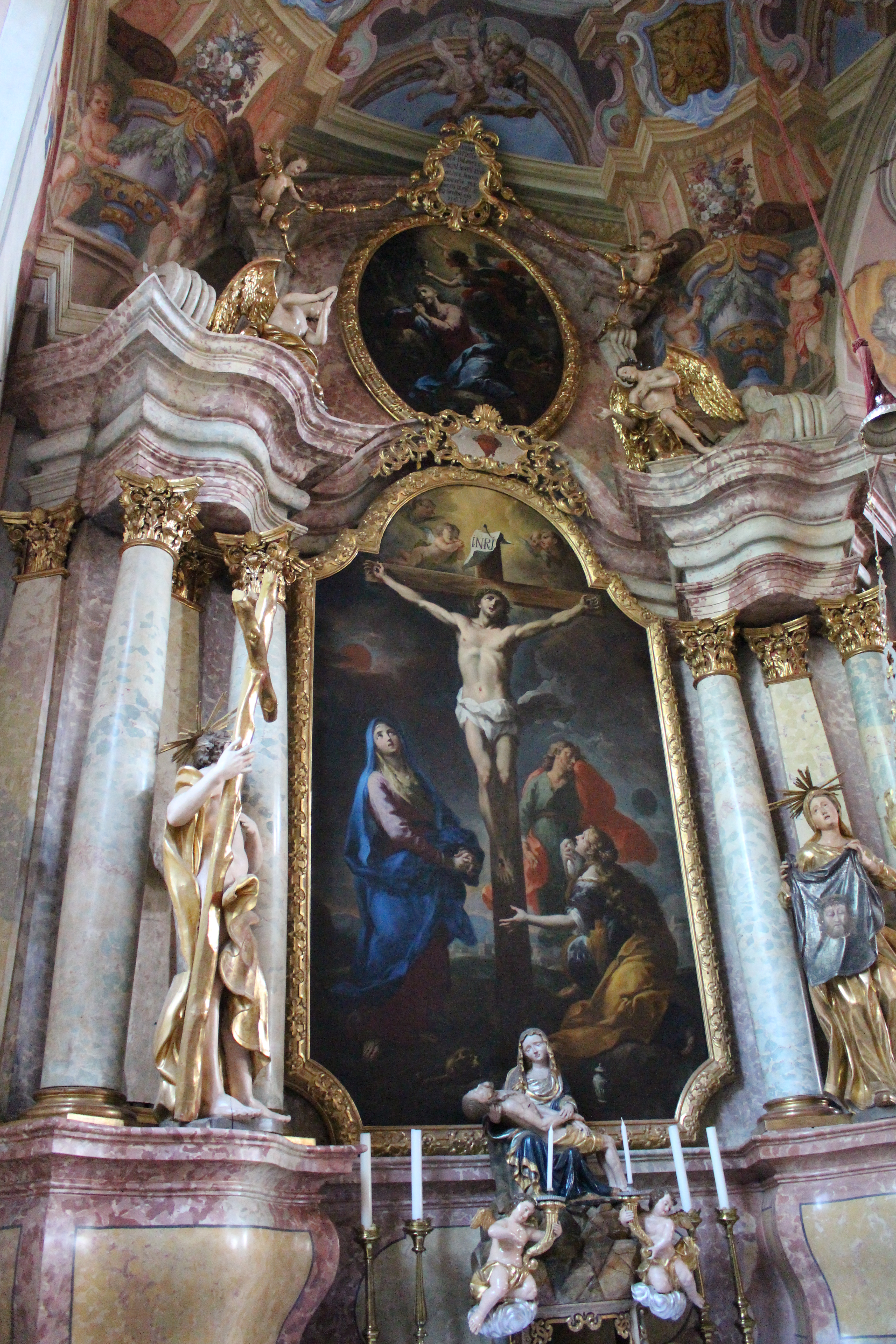
Der Kreuzaltar

Der Kircheninnenraum verfügt neben dem Volksaltar und dem Hochaltar noch über 13 weitere Seitenaltäre. In den beiden Querhausarmen befinden sich zwei äußerst markante und in ihrem Aufbau sehr wuchtige Seitenaltäre: In der Nordkonche der Rosenkranzaltar, in der Südkonche der Augustinusaltar. Der Hochaltar hingegen, welcher seinen heutigen Aufbau im Empire-Stil erst im Jahre 1804 erhielt und dessen Altarbild, welches 1779 von Joseph Adam Ritter von Mölck geschaffen wurde, fällt deutlich bescheidener aus als die beiden Seitenaltäre. Als Grund wurde dahinter wiederholt die Vermutung geäußert, dass der überaus opulente barocke Hochaltar der Wallfahrtskirche Pöllauberg, hoch über Pöllau, ursprünglich für die Stiftskirche gedacht war. Allein das könnte auch erklären, warum dieser gewaltige Altar für den Innenraum der Pöllauberger Wallfahrtskirche viel zu überdimensioniert erscheint. Das Hochaltarbild zeigt im Zentrum das Martyrium der Heiligen Veit (Vitus), der als Jugendlicher in einem Kessel mit siedendem Öl das Martyrium erlitt.

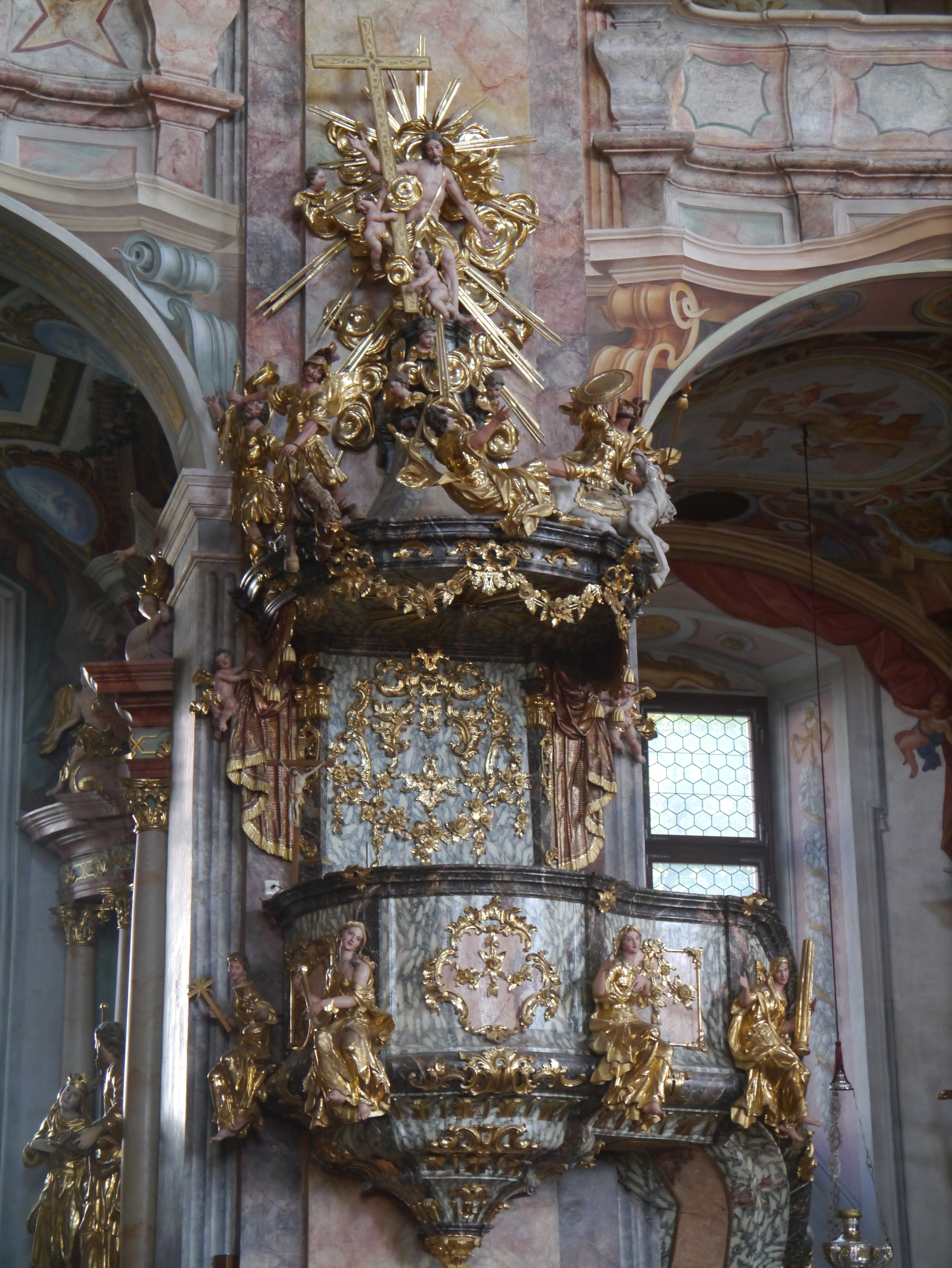
Kanzel Stiftskirche Pöllau

Einer der interessantesten Seitenaltäre ist der Kreuzaltar, welcher – von vorne betrachtet – der erste Seitenaltar in den nördlichen Seitenkapellen ist. Sein Altarbild, welches die Kreuzigung Jesu zeigt, schuf der bekannte österreichische Barockmaler Martino Altomonte im Jahre 1725. Vor dem Altarbild ist das älteste kunsthistorische Ausstattungsstück der Stiftskirche zu sehen: Eine gotische Pietá, welche wohl noch aus der mittelalterlichen Stiftskirche stammte, welche sich in der ehemaligen Wasserburg befand, die später zu Kloster umgewandelt wurde.

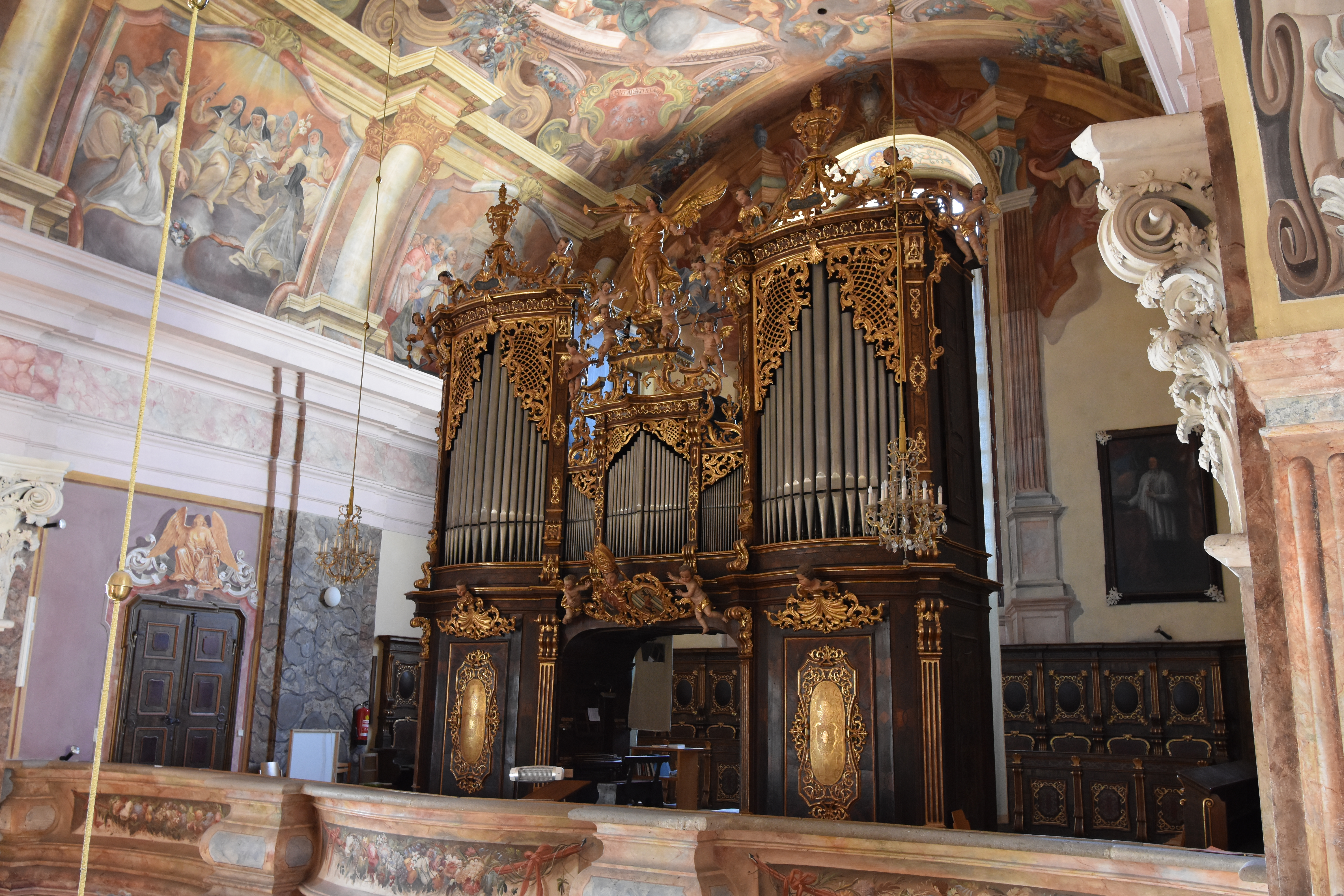
Orgel von Johann Georg Mitterreither

Am Langhauspfeiler westlich neben dem Kreuzaltar befindet sich die 1775 von Jakob Payer geschaffene Kanzel, an deren Korpus die Allegorien von Glaube, Hoffnung, Liebe und Standhaftigkeit dargestellt sind.
Die Orgel von Johann Georg Mitterreither aus dem Jahre 1741, welche über 24 klingende Register verfügt und in fast allen Teilen original aus der Barockzeit erhalten ist, wurde 1989 von Helmut Allgäuer restauriert und besitzt eine akustisch wunderbare barocke Klangfärbung. Über dem Werk ist am Deckenfresko der singende König David abgebildet, welcher im Kreise musizierender Engel Gott ein Loblied anstimmt.

### Turm und Glocken
Ursprünglich sah der Plan für den Neubau des Stiftes Pöllau in der Barockzeit den Bau von zwei Kirchtürmen vor. Vermutlich aus Kostengründen wurde jedoch nur der Südturm fertiggestellt, während der halbfertige Nordturm provisorisch bis zum heutigen Tag mit einem pyramidenförmigen Zeltdach gedeckt wurde. Der 53 Meter hohe Kirchturm diente zudem als Vorbild für mehrere weitere Kirchtürme in der nördlichen Oststeiermark. Im Erdgeschoß des Turmes befindet sich die Lorettokapelle, wo sich im Zentrum des Altars die Schwarze Madonna von Loretto befindet.

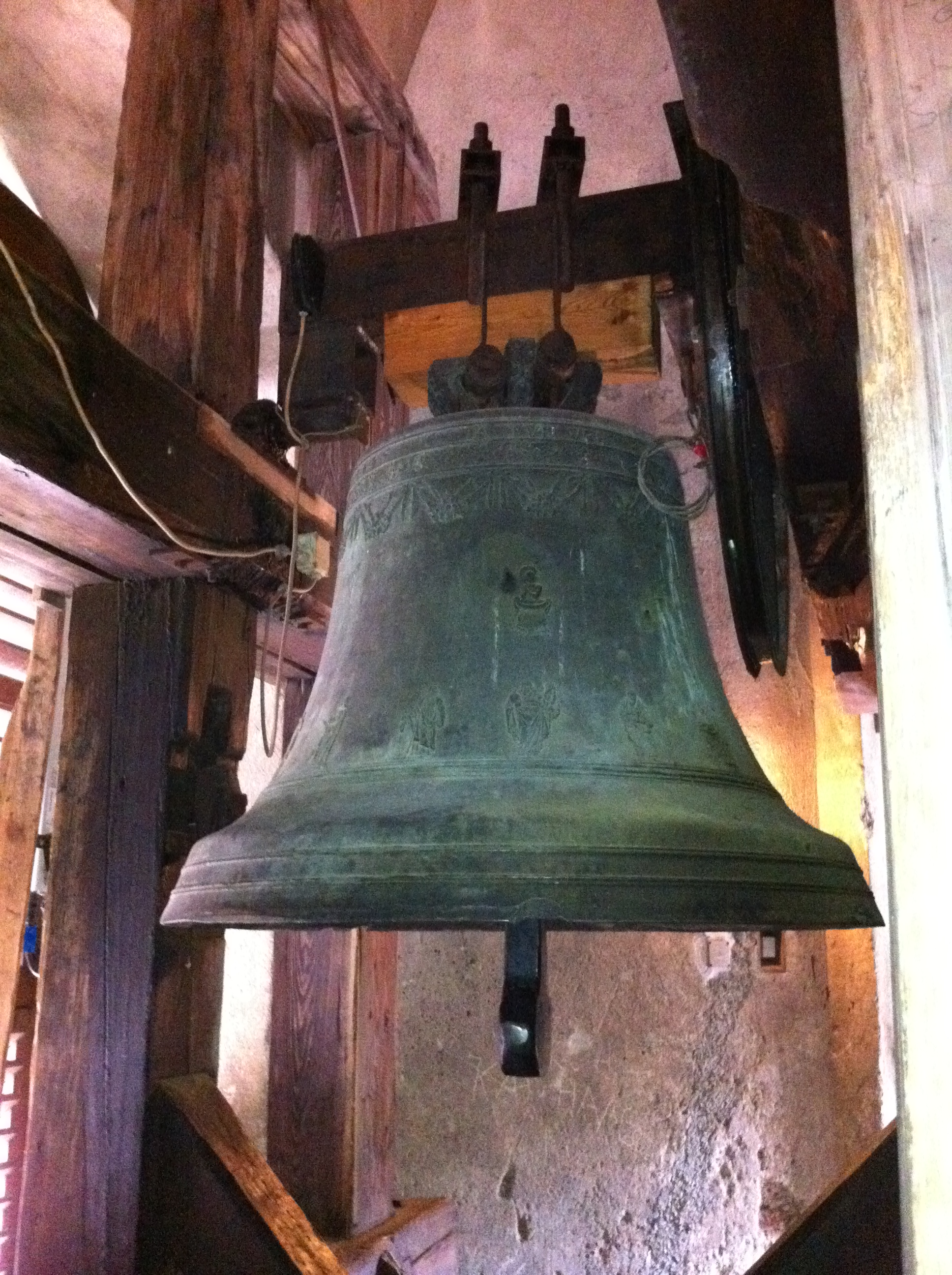
Die barocke Zwölfglocke

In der achteckigen Glockenstube des Kirchturmes befindet sich das Hauptgeläute bestehend aus den Glocken 1–4. Die Zügenglocke befindet sich in der Turmlaterne über der Glockenstube und läutet im Hauptgeläute nicht mit; sie läutet nur zum Tod von Pfarrangehörigen.
| Glocke | Name              | Gewicht    | Ton  | Gießer                  | Gussjahr |
| ------ | ----------------- | ---------- | ---- | ----------------------- | -------- |
| 1.     | St. Veit-Glocke   | 2722 kg    | h0   | Böhler, Kapfenberg      | 1922     |
| 2.     | Zwölfglocke       | 1120 kg    | dis1 | Adam Rosstauscher, Graz | 1665     |
| 3.     | Neue Wetterglocke | 808 kg     | fis1 | Böhler, Kapfenberg      | 1923     |
| 4.     | Betglocke         | ca. 400 kg | a1   | Jörg Wening?, Graz      | 1549     |
| 5.     | Zügenglocke       | 100 kg     | f2   | Pfundner, Wien          | 1952     |

Insgesamt zeichnet sich das Pöllauer Geläute durch seinen sonoren Klang aus; insbesondere die große Glocke dominiert das Geläute durch ihren enorm lauten sowie vollen Klang, der weithin hörbar ist.

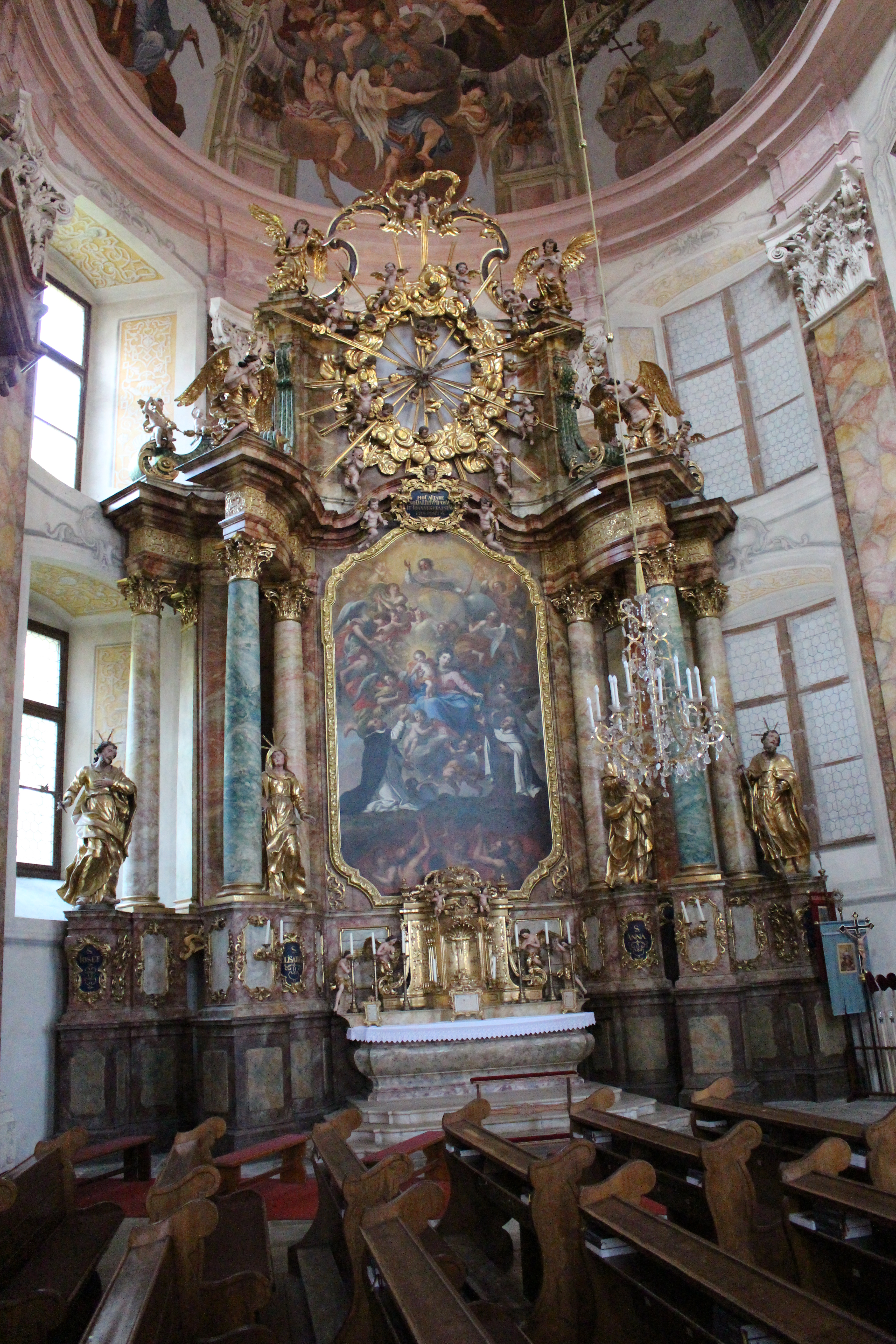
Der Rosenkranzaltar